# Wily
Wily é uma aldeia de São Tomé e Príncipe, localiza-se no Distrito de Caué, ilha de São Tomé, próxima às localidades de Santa Josefina e de Alto Douro.